# Fils royal de Koush

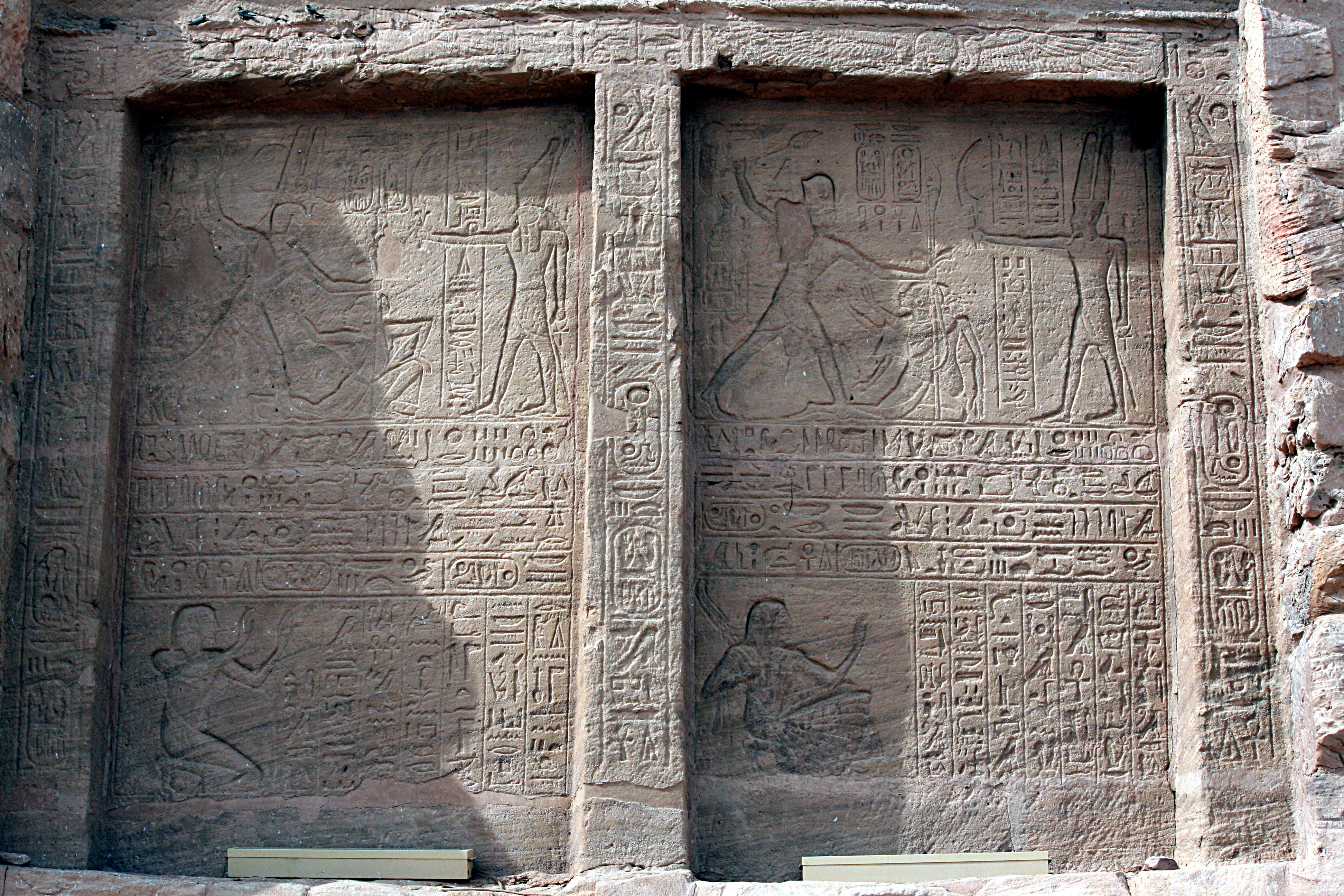
Représentation du vice-roi de Koush au temple d'Abou-Simbel.

Le Fils royal de Koush, vice-roi de Koush ou vice-roi de Nubie, est une des fonctions les plus importantes de l'administration royale de l'Égypte du Nouvel Empire, soit la troisième après celles des vizirs de Basse et de Haute-Égypte. Cette fonction apparaît avec l'annexion de cette région par les pharaons de la XVIIIe dynastie.
Parfois attribué à un membre de la famille royale, ce poste, qui s'apparente à celui de gouverneur d'une province ou de préfet de région, était étroitement lié à l'armée. Celle-ci contrôlait cette région du Soudan. Elle fut le théâtre fréquent de rébellions matées le plus souvent lors d'expéditions punitives dont le but était de garantir les routes commerciales et l'accès aux mines d'or de la région, deux poumons économiques capitaux pour la civilisation égyptienne d'alors.
L'Égypte d'alors étendait son influence de la 4e cataracte non loin de Kourgous aux rives de l'Euphrate, et seule cette partie nubienne de l'empire, qui subit de fait une véritable colonisation de la part des Égyptiens, fut gouvernée par un tel système. Dans les autres parties de l'empire sous contrôle égyptien, l'administration pharaonique se contenta le plus souvent de favoriser les roitelets locaux, un peu sous la forme de protectorats.
Avec le temps, le rôle du « Fils Royal » évolua au fur et à mesure des pérégrinations historiques du Nouvel Empire pour disparaître lors de la Troisième Période intermédiaire à la suite de l'effondrement du système lors de la XXe dynastie et de la division du pays (anarchie libyenne).
La capitale de la Nubie d'alors était Aniba.

## Principaux «Fils royaux de Koush»
| Souverain régnant sur l'Égypte | Fils royal de Koush           |
| ------------------------------ | ----------------------------- |
| Ouadjkheperrê Kames            | Téti                          |
| Ahmôsis Ier                    | Djéhouty                      |
| Ahmôsis Ier                    | Ahmès Satayit                 |
| Amenhotep Ier                  | Tourê, fils d'Ahmès Satayit   |
| Thoutmôsis Ier                 | Tourê, fils d'Ahmès Satayit   |
| Thoutmôsis Ier                 | Seni                          |
| Thoutmôsis II                  | Seni                          |
| Hatchepsout                    | Penrê                         |
| Hatchepsout                    | Inebny, Amenemnékhou          |
| Hatchepsout                    | Néhy                          |
| Thoutmôsis III                 | Néhy                          |
| Amenhotep II                   | Ousersatet                    |
| Thoutmôsis IV                  | Amenhotep                     |
| Amenhotep III                  | Mérymès                       |
| Akhenaton                      | Djehoutymès                   |
| Toutânkhamon                   | Amenhotep Houy                |
| Aÿ                             | Paser (fils de Houy).         |
| Horemheb                       | Paser (fils de Houy)          |
| Ramsès Ier                     | Iouny ?                       |
| Séthi Ier                      | Iouny                         |
| Séthi Ier                      | Amenemopet                    |
| Ramsès II                      | Amenemopet                    |
| Ramsès II                      | Hékanakht                     |
| Ramsès II                      | Houy                          |
| Ramsès II                      | Sétaou                        |
| Ramsès II                      | Iouny II                      |
| Ramsès II                      | Hori Ier                      |
| Ramsès II                      | Mernedjem                     |
| Ramsès II                      | Anhotep                       |
| Mérenptah                      | Messouy                       |
| Séthi II                       | Masesaya (Messouy ?)          |
| Séthi II                       | Khaemteri                     |
| Séthi II                       | Méry                          |
| Siptah                         | Séthi                         |
| Siptah                         | Hory Ier, fils de Kama        |
| Sethnakht                      | Hory Ier, fils de Kama        |
| Ramsès III                     | Hory Ier, fils de Kama        |
| Ramsès III                     | Hori II                       |
| Ramsès IV                      | Hori II                       |
| Ramsès V                       | ?                             |
| Ramsès VI                      | Siesis                        |
| Ramsès VI                      | Pennout                       |
| Ramsès VII                     | ?                             |
| Ramsès VIII                    | ?                             |
| Ramsès IX                      | Naherha                       |
| Ramsès IX                      | Ountaouat, fils de Naherha    |
| Ramsès IX                      | Ramsèsnakht, fils d'Ountaouat |
| Ramsès IX                      | Sethmès                       |
| Ramsès X                       | ?                             |
| Ramsès XI                      | Panéhésy                      |